# Tổng thống Việt Nam Cộng hòa

Cờ Tổng thống (1955–1963)

Cờ Tổng thống (1964–1975)

Tổng thống Việt Nam Cộng hòa là danh xưng chức vụ của người đứng đầu và giữ vai trò Nguyên thủ Việt Nam Cộng hòa trong giai đoạn 1955–1963 và 1967–1975.
Chức vị tổng thống Việt Nam Cộng hòa là chức vị chính thức được thành lập bởi Hiến pháp Việt Nam Cộng hòa, do dân chúng bầu trong qua cuộc bầu cử trực tiếp. Mặc dù mang tính dân cử rất cao, nhưng trên thực tế do điều kiện chiến tranh, hầu hết các vị tổng thống Việt Nam Cộng hòa đều ít nhiều bị chỉ trích về sự độc tài và gian lận bầu cử.
Trong suốt thời gian 20 năm tồn tại, chế độ Việt Nam Cộng hòa có 2 lần thay đổi lớn dẫn đến sự thay đổi về quy định về chức vị tổng thống. Theo Hiến pháp Đệ nhất cộng hòa, tổng thống kiêm quyền đứng đầu chính phủ (Thủ tướng). Theo Hiến pháp Đệ nhị cộng hòa, tuy có sự phân quyền với chính phủ, đứng đầu bởi Thủ tướng, nhưng tổng thống vẫn có quyền chỉ định và bãi miễn thủ tướng.
Tổng thống Việt Nam Cộng hòa sinh sống và làm việc tại Dinh Độc Lập (trừ một thời gian ngắn phải làm việc tại Dinh Gia Long). Còn phó tổng thống thì làm việc tại Dinh Phó Tổng thống, nay là Nhà Thiếu nhi Thành phố Hồ Chí Minh.

## Danh sách
Trong lịch sử tồn tại của chính thể Việt Nam Cộng hòa, chỉ có 4 nhân vật chính thức giữ chức vị:
| Thứ tự | Tên              | Hình | Đặc trưng | Huy hiệu | Thời gian tại nhiệm                                                  | Tổ chức chính trị                                             | Nhậm chức                                                        |
| ------ | ---------------- | ---- | --------- | -------- | -------------------------------------------------------------------- | ------------------------------------------------------------- | ---------------------------------------------------------------- |
| 1      | Ngô Đình Diệm    |      | Khóm trúc |          | 26 tháng 10 năm 1955 – 2 tháng 11 năm 1963 8 năm, 7 ngày (đảo chính) | Đảng Cần lao Nhân vị                                          | Trưng cầu dân ý 1955                                             |
| 2      | Nguyễn Văn Thiệu |      | Song long |          | 1 tháng 9 năm 1967 – 21 tháng 4 năm 1975 7 năm, 232 ngày (từ chức)   | Đảng Dân chủ                                                  | Tuyển cử 1967                                                    |
| 3      | Trần Văn Hương   |      | Cây tùng  |          | 21 tháng 4 năm 1975 – 28 tháng 4 năm 1975, 7 ngày                    | Đảng Phục hưng                                                | Kế vị theo Hiến pháp sau khi Tổng thống Nguyễn Văn Thiệu từ chức |
| 4      | Dương Văn Minh   |      | Bông lan  |          | 28 tháng 4 năm 1975 – 30 tháng 4 năm 1975, 2 ngày                    | Liên minh các Lực lượng Dân tộc, Dân chủ và Hòa bình Việt Nam | Tổng thống cuối cùng, do Quốc hội trao quyền.                    |